# Znamię łojowe Jadassohna
Znamię łojowe Jadassohna (znamię łojowe, łac. nevus sebaceus Jadassohn) – zmiana wrodzona skóry o charakterze hamartoma. Ma postać pojedynczego, owalnego lub linijnego ogniska na skórze głowy lub szyi, w okresie dojrzewania przybiera brodawkujący wygląd. W wieku dojrzałym w jego obrębie mogą rozwinąć się zmiany guzkowe lub guzy, istnieje ryzyko zezłośliwienia zmiany. Rozległe zmiany typu znamienia łojowego w połączeniu z innymi zaburzeniami rozwoju dają obraz zespołu Schimmelpenninga-Feuersteina-Mimsa. Chorobę opisał w 1895 roku niemiecki dermatolog Josef Jadassohn.

## Epidemiologia
Częstość z jaką zmiana spotykana jest w populacji wynosi około 1:300. Nie stwierdzono predylekcji w zależności od rasy czy płci.

## Różnicowanie
Diagnostyka różnicowa znamienia łojowego Jadassohna obejmuje:
- znamię naskórkowe
- wrodzoną hipoplazję skóry
- wrodzone łysienie trójkątne
- infekcje bakteryjne i wirusowe skóry.

## Leczenie
Zaleca się chirurgiczne usunięcie zmiany przed okresem dojrzewania.